# 只里乡
只里乡，是中华人民共和国河北省石家庄市行唐县下辖的一个乡镇级行政单位。

## 行政区划
只里乡下辖以下地区：
只里村、贝村、执阳村、白庙村、白庙庄村、南州村、王营村、贾洛营村、霍村、连家庄村、南高里村、北高里村、习家庄村、东秀村、东家村、西家村、习村、习村庄村和秦村。